# Jeremiah Kelly
Pour les articles homonymes, voir Kelly.
Jeremiah Kelly, dit Jerry Kelly, né en 1900 à Hamilton et mort le 24 septembre 1962 à East Kilbride, est un footballeur écossais des années 1920 et 1930. Après des débuts dans le championnat écossais, il joue durant deux saisons avec le club anglais d'Everton entre 1927 et 1929. Il joue ensuite dans différents clubs des Îles Britanniques, puis rejoint le Stade rennais, en France, le temps de quelques semaines, puis termine sa carrière dans son pays natal.

## Biographie
Né en 1900 à Hamilton, Jeremiah Kelly joue d'abord dans le championnat écossais, avec les amateurs du Blantyre United FC, puis le club professionnel de Ayr United FC. Il est ensuite transféré par le club anglais du Everton FC, et fait ses débuts en première division le 12 février 1927. Il joue durant près de deux ans et demi avec Everton, disputant 83 matchs, dont 81 en championnat, et marquant un but. 
Après avoir disputé son dernier match sous les couleurs d'Everton, le 21 septembre 1929, Jeremiah Kelly est transféré au Carlisle United FC, un autre club anglais, en troisième division. En 1931, il quitte l'Angleterre pour l'Irlande, et joue alors avec le Dolphin FC, un club de Dublin.
À l'été 1933, Jeremiah Kelly quitte l'Irlande et s'exile en France. Il est recruté par le Stade rennais UC, club passé professionnel une année auparavant, et qui évolue en première division. Il côtoie dans l'effectif rennais un compatriote, Philip McCloy, international écossais, qui occupe également le poste d'entraîneur et qui évoluait, comme lui, dans un club irlandais avant de rejoindre la Bretagne. Kelly dispute son premier match avec Rennes le 10 septembre 1933 contre le SO Montpellier au stade de la route de Lorient. Sa prestation lors de cette rencontre est l'objet de vives critiques, au point que les dirigeants du club décident de le libérer de son contrat. En signe de solidarité, McCloy quitte également le club.
Après son court passage en Bretagne, Jeremiah Kelly retourne en Irlande, mais pour jouer avec le Glentoran FC, dans le championnat nord-irlandais. En 1934, il retourne en Écosse, mais ne joue qu'une seule rencontre sous les couleurs de Dunfermline. Il meurt à East Kilbride le 24 septembre 1962.